# Dead Creek (dopływ Seneki)
Dead Creek – rzeka w Stanach Zjednoczonych, w stanie Nowy Jork. Rzeka wpada do rzeki Seneca w miejscowości Baldwinsville. Długość cieku nie została określona, natomiast powierzchnia zlewni wynosi 60 km².